# 温山站
温山站（：／ Onsan yeok */?）是溫山線沿線的一座鐵路車站，位於韓國蔚山廣域市蔚州郡溫山邑大井里。

## 历史
1979年4月11日，开始使用。

## 相鄰車站
韓國鐵道公社
溫山線
南倉－溫山